# ポサヴィナ県

ポサヴィナ県
Posavski kanton
Posavska županija
Посавски кантон

ポサヴィナ県（ポサヴィナけん、ボスニア語:Posavski kanton、クロアチア語:Posavska županija、セルビア語:Посавски кантон）、あるいはポサヴィナ・カントンは、ボスニア・ヘルツェゴビナ共和国のエンティティであるボスニア・ヘルツェゴビナ連邦を構成する県。県都はオラシエ。

## 基礎自治体
- ドマリェヴァツ（Domaljevac）
- オジャク（Odžak）
- オラシエ（Orašje）

## 人口
2003年のポサヴィナ県の人口は43,558を数え、その民族別内訳は次のとおりである。
- クロアチア人: 36,049 (82.8%)
- ボシュニャク人:6,360 (14.6%)
- セルビア人: 728 (1.8%)
- その他: 367 (0.8%)

## 地理
ポサヴィナ県はクロアチアとの国境となっているサヴァ川（Sava）に沿って横たわるように広がっている。サヴァ川はスロベニアから、クロアチア、ボスニア・ヘルツェゴビナ、セルビアを流れ、ドナウ川に合流している。この川は、ボスニア・ヘルツェゴビナのクロアチアとの北側の国境線となっている。
「ポサヴィナ」とは「サヴァ川沿い」を意味するこの地方の方言に由来する地名であり、ポサヴィナ県を含む、ボスニア・ヘルツェゴビナおよびクロアチアにまたがる一帯をあらわす地域名である。このことから特にポサヴィナ県のみを指し示すときは「ボサンスカ・ポサヴィナ」（Bosanska Posavina、ボスニアのポサヴィナ）と呼ぶこともある。ポサヴィナ県はボスニア北部地域で唯一ボスニア・ヘルツェゴビナ連邦に属している。同県以外のボスニア北部地域はスルプスカ共和国またはブルチコ行政区となっている。
ポサヴィナ地方は近くをサヴァ川が流れており、また平らな低地となっていることから、農業に適した土地となっている。この恵まれた土地はボスニア・ヘルツェゴビナ、クロアチア両国の農業生産の重要な部分を占めている。

## スポーツ
県都オラシエに本拠地を置くサッカークラブ、HNKオラシエ（HNK Orašje）はボスニア・ヘルツェゴビナ杯（Kup Bosne i Hercegovine）で優勝を果たしたことがある。